# Chelifera
Chelifera är ett släkte av tvåvingar. Chelifera ingår i familjen dansflugor.

## Dottertaxa tillChelifera, i alfabetisk ordning[1][2]
- Chelifera accomodata
- Chelifera alpina
- Chelifera angusta
- Chelifera aperticauda
- Chelifera apicata
- Chelifera astigma
- Chelifera bakra
- Chelifera banski
- Chelifera barbarica
- Chelifera bidenta
- Chelifera brevidigitata
- Chelifera caliga
- Chelifera chvalai
- Chelifera circinata
- Chelifera cirrata
- Chelifera concinnicauda
- Chelifera corsicana
- Chelifera curvata
- Chelifera defecta
- Chelifera digitata
- Chelifera diversicauda
- Chelifera emeishanica
- Chelifera ensifera
- Chelifera fascipennis
- Chelifera flavella
- Chelifera fontinalis
- Chelifera frigelii
- Chelifera giraudae
- Chelifera haeselbarthae
- Chelifera incisa
- Chelifera insueta
- Chelifera khemisiana
- Chelifera kozaneki
- Chelifera lateralis
- Chelifera lovetti
- Chelifera macedonica
- Chelifera malickyi
- Chelifera mana
- Chelifera mantiformis
- Chelifera monostigma
- Chelifera multidenta
- Chelifera multiseta
- Chelifera multisetoides
- Chelifera nanlingensis
- Chelifera neangusta
- Chelifera notata
- Chelifera nubecula
- Chelifera obscura
- Chelifera obsoleta
- Chelifera occidentalis
- Chelifera ornamenta
- Chelifera pallida
- Chelifera palloris
- Chelifera pectinicauda
- Chelifera perlucida
- Chelifera polonica
- Chelifera precabunda
- Chelifera precatoria
- Chelifera prectoria
- Chelifera pyrenaica
- Chelifera rastrifera
- Chelifera recurvata
- Chelifera rhombicercus
- Chelifera scrotifera
- Chelifera serraticauda
- Chelifera sheni
- Chelifera sinensis
- Chelifera siveci
- Chelifera spectra
- Chelifera stauderae
- Chelifera stigmatica
- Chelifera stuprator
- Chelifera subangusta
- Chelifera subensifera
- Chelifera subnotata
- Chelifera tacita
- Chelifera tantula
- Chelifera thaica
- Chelifera trapezina
- Chelifera wagneri
- Chelifera valida
- Chelifera varix
- Chelifera vicina
- Chelifera vockerothi